# Медицинская информационная система
Медицинская информационная система (МИС) — система автоматизации документооборота для медицинских учреждений, в которой объединены система поддержки принятия врачебных решений, электронные медицинские карты пациентов, данные медицинских исследований в цифровой форме, данные мониторинга состояния пациента с медицинских приборов, средства общения между сотрудниками, финансовая и административная информация.
МИСами обычно используется стандарт передачи данных HL7, Health Level 7, описывающий процедуры и механизмы обмена, управления и интеграции электронной медицинской информации.

## Специфика
- Пациентоориентированность: ядром МИС являются записи о пациенте.
- Повышенная ответственность разработчика[8].
- Интеграция административной, медицинской и финансовой информации.
- Интеграция со специфическими видами оборудования.
- Интеграция с лабораторной информационной системой.

## Классификация
МИС можно классифицировать по направлению деятельности медицинского учреждения:
- МИС для стационаров
- МИС для поликлиник и амбулаторий
- МИС для стоматологических клиник
- МИС для санаториев (лечебно-профилактических учреждений)

## МИС в России
В России разработаны «Требования к Медицинской информационной системе медицинской организации» включающие:
- требования к архитектуре МИС;
- декомпозицию МИС на функциональные подсистемы;
- описание возможных вариантов функций МИС;
- технические требования к подсистемам.

В 2008 году по заказу Минкомсвязи Российской Федерации в рамках программы «Электронная Россия» была разработана федеральная типовая медицинская информационная система (ФТМИС), содержащая конфигурации для поликлиники, стационара, скорой медицинской помощи, многопрофильного учреждения и территориального органа управления здравоохранением.

## МИС в Украине
В результате начатой в 2017 году медицинской реформы в Украине была разработана электронная система здравоохранения ehealth, назначение которой обеспечивать обмен базой данных медицинских учреждений и их посетителей, а также для реализации программы медицинских гарантий для населения. Эта система состоит из базы данных и медицинских информационных систем. На начало 2021 года к системе ehealth подключена 41 медицинская информационная система. Наиболее популярными являются Health24, Доктор Елекс (работает с 2005 года), EMCImed, МС+, Каштан, Поликлиника без очередей, nHealth (браузерное приложение), MEDICS и другие.
Одной из основных проблем медицинских информационных систем является сохранность личных данных. Доступ к ним (обмен информацией между лечебными учреждениями в рамках МИС) возможен лишь после разрешения человека. Юридически, такой доступ дается лечащему врачу и другим специалистам, к которым дает направление лечащий врач, с момента подписания декларации между пациентом и врачом. Для остальных субъектов доступ предоставляется после письменного разрешения пациента.
Без согласия доступ к информации о пациенте возможен в случаях:
- наличия признаков прямой угрозы жизни пациента;

- при условии невозможности получения согласия такого пациента или его законных представителей (до времени, когда получение согласия станет возможным);
- по решению суда.

МИС в Украине поддерживают такие модули (функционал услуг):
- Административный модуль представителя медицинских услуг первичной медицинской помощи — для заключения договоров с Национальной Службой Здравоохранения Украины и получения финансирования медучреждениями первичной медицинской помощи;
- Рабочее место врача первичной медицинской помощи (работа с декларациями о выборе врача, электронные медицинские записи, выписывание электронного рецепта);
- Административный модуль аптечного учреждения — регистрация аптек и заключение договоров о реимбурсации;
- Рабочее место фармацевта — погашение электронных рецептов по программе «Доступные лекарства»;
- Административный модуль представителя медицинских услуг специализированной медицинской помощи (СМП);
- Рабочее место врача СМП;
- Работа с записями о пациентах;
- Доступ к данным

## МИС в Казахстане
В Республике Казахстан МИС регулируется действующим законодательством РК  В соответствии с подпунктом 88 статьи 7 Кодекса Республики Казахстан "О здоровье народа и системе здравоохранения". Законодательство четко определяет понятие о МИС и требования к ним.
Цифровизация здравоохранения началась с 2001 года с появлением электронной системы DamuMed. «Даму» в переводе с казахского означает «развитие». В последующие годы программа активно развивалась, почему и получила интерес со стороны Министерства Здравоохранения РК.